# Komeet Elenin
De komeet C/2010 X1 (Elenin) werd op 10 december 2010 ontdekt door de Russische amateur-astronoom Leonid Elenin. Hij vond de komeet op vier opnames van een 45 centimeter-telescoop van het observatorium International Scientific Optical Network in Mayhill, New Mexico. Bij zijn ontdekking had de komeet een magnitude van 19,5 tot 19.6. In oktober 2011 was men bevreesd dat de komeet botste met de aarde; de komeet bestaat ondertussen niet meer, hij kwam te dicht bij de zon en is toen uiteengevallen. 